# Roman Shogdzhiev
Roman Savrovich Shogdzhiev es un jugador de ajedrez ruso y prodigio del ajedrez infantil.

## Carrera ajedrecística
Nació en Elista y luego se trasladó con su familia a Moscú.
En noviembre de 2022, Shogdzhiev ganó la categoría sub-8 del Campeonato de Europa de ajedrez de la juventud sobre Marc Llari y Ali Poyraz Uzdemir debido a una mejor puntuación en Buchholz.
En octubre de 2023, Shogdzhiev ganó la categoría U8 del Campeonato Mundial de Ajedrez de la Juventud, dominando la categoría al ganar las 11 partidas.
En el Campeonato Mundial de Ajedrez Rápido y Blitz de diciembre de 2023, Shogdzhiev (a la edad de 8 años) derrotó a cinco grandes maestros: Jakhongir Vakhidov y Johan-Sebastian Christiansen en la sección Rápida, y Kirill Shevchenko, Alan Pichot y Pranav V en la sección Blitz.
En diciembre de 2024, se convirtió en el jugador más joven en conseguir una norma de MI en el torneo de MI RadnickiChess en Belgrado, Serbia, tras empatar en 11 movimientos contra el gran maestro Branko Damljanović en la ronda final. Esto lo convirtió en el jugador sub-11 mejor valorado del mundo y uno de los tres jugadores (junto con Faustino Oro y Ethan Pang) en alcanzar una norma oficial de 2300 antes de cumplir 10 años.